# Entelea arborescens
Entelea arborescens – gatunek rośliny z rodziny ślazowatych, endemit Nowej Zelandii, jedyny przedstawiciel rodzaju Entelea. Krzew bądź niewielkie drzewo osiągające 6 m wysokości o dużych liściach jak u limetki nadających mu egzotyczny wygląd. Rośnie w niskich lasach wzdłuż wybrzeży Wyspy Północnej i północnego krańca Wyspy Południowej. Suche łupiny owoców wyróżniają się z powodu długich, gęstych kolców. Po maorysku i angielsku określa się roślinę mianem whau. Słowo to pochodzi od polinezyjskiego słowa oznaczającego ketmię, innego przedstawiciela drzew z rodziny ślazowatych, którego E. arborescens powierzchownie przypomina.

## Morfologia
Jak w przypadku większości ślazowatych, E. arborescens ma liście naprzemianległe. Mają one barwę jasnozieloną, 10–20 cm długości i od 5 do 7 nerwów. Osadzone są na długim ogonku liściowym. Kwiaty pojawiają się obficie od wczesnej wiosny do połowy lata. Korona kwiatu ma 2 cm średnicy i składa się z 4 lub 5 płatków o białej barwie. Kwiaty są pachnące, w środku znajdują się pręciki zebrane w gęstą kiść. Owocami są torebki o brązowej barwie. Mają one 1,5 cm długości i pokryte są sztywnymi, kolczastymi włoskami o długości 2,5 cm.

## Anatomia
Gatunek ten ma bardzo jasne, bladobrązowe drewno bez wyraźnych słojów. Jest bardzo lekkie i posiada małą gęstość, podobnie jak inny przedstawiciel ślazowatych – ogorzałka wełnista (Ochroma pyramidale). Gęstość jego drewna jest niższa niż korka. W przeszłości drewno było wykorzystywane przez Maorysów do produkcji pływaków w sieciach rybackich i łodzi waka.

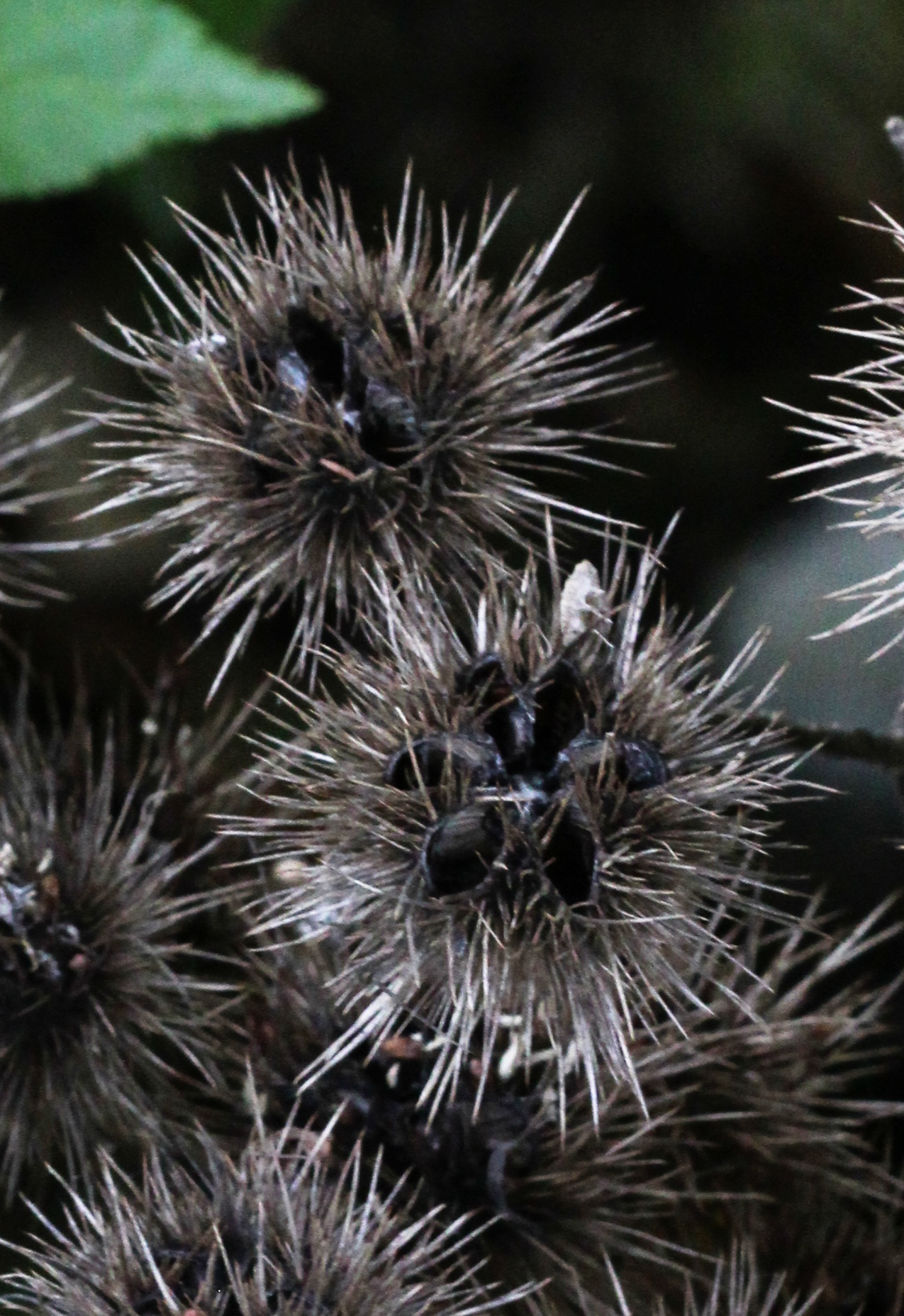
Nasiona

## Systematyka
W obrębie ślazowatych takson ten umieszcza się w podrodzinie Grewioideae i plemieniu Sparrmannieae, co potwierdziło sekwencjonowanie DNA. 
Entelea jest blisko spokrewniona z afrykańskim rodzajem lipka Sparrmannia, który różni się liczbą komór w zalążni i obecnością prątniczków.

## Ekologia
Gatunek zalicza się ekstremalnie światłolubnych. Nie przeżyje pod osłaniającymi go koronami drzew. Nie toleruje nawet umiarkowanego chłodu, silnych wiatrów, bardzo suchej bądź źle drenowanej gleby. Występuje sporadycznie nawet w nietkniętych lasach nadbrzeżnych. W nizinnych lasach deszczowych jest rzadki, spotyka się go jedynie przy strumieniach w dolinach niedaleko brzegu, gdzie znajduje otwarty teren i dostateczne ilości ciepła i światła.
Choć drzewo spotykane jest w Nelson i Marlborough na Wyspie Południowej, na południe od równoleżnika 38° występuje tylko lokalnie. Nigdy nie spotkano go dalej, niż 8 km od wybrzeża (strumień Waitākere w okolicy Auckland) ani też wyżej, niż 350 m n.p.m. Ekstremalne najniższe temperatury w miejscach, gdzie roślina może się rozwijać, zazwyczaj są znacznie wyższe od 0°C.
W jego naturalnym siedlisku sukces gatunku bazuje głównie na produkcji wielkich ilości nasion, długiego życia nasiona i szybkiego wzrostu już po kiełkowaniu. W lesie jest to zasadniczo gatunek krótkotrwały, oportunistyczny. Swą efektywność zawdzięcza następującym cechom: zdolności do szybkiego zajęcia gruntu podczas czasowego dostępu światła w lesie, bardzo szybkiemu tempu wzrostu, szybkiemu wytwarzaniu owoców i wspomnianej już dużej produkcji nasion, zwłaszcza przed śmiercią osobniczą, a także zdolności nasion do kiełkowania zaraz po otworzeniu się owoców.

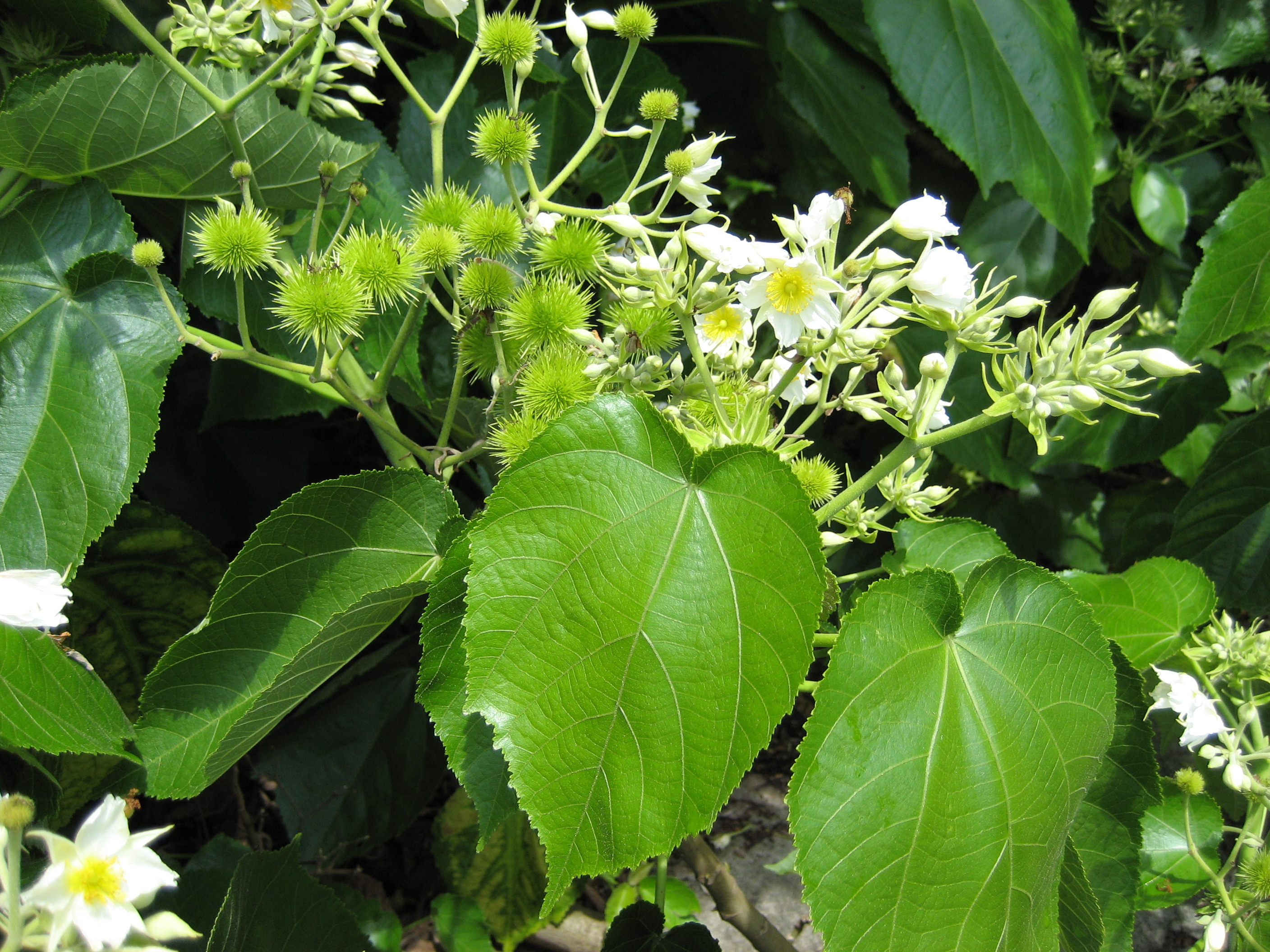
Roślina ma duże liście i białe kwiaty

Nasiona tego drzewa mogą zostać pobudzone do wzrostu przez ogień po długich latach spoczynku na powierzchni gleby. Po wykiełkowaniu roślina rozwija się bardzo gwałtownie. Przy sprzyjających warunkach jest to pierwsza wzrastająca roślina, po której pojawiają się Urtica ferox, Macropiper excelsum, Coprosma macrocarpa i Coprosma australis. Rośliny dominujące w lasach wzrastają w wolnym tempie, Corynocarpus szybciej, następnie zaś Beilschmiedia tawa.

## Uprawa
Roślina preferuje iły, może być uprawiana w gruncie w miejscu nasłonecznionym lub niewielkim zacienieniu w klimacie umiarkowanym, w klimacie chłodnym zaś w szklarniach czy oranżeriach. Jest wrażliwa na suszę. Wytrzymuje tylko 3°C mrozu. Rozmnaża się ją poprzez nasiona, dostępne komercyjnie.